# Nectandra leucocome
Nectandra leucocome Rohwer – gatunek rośliny z rodziny wawrzynowatych (Lauraceae Juss.). Występuje endemicznie w meksykańskim stanie Chiapas. 

## Morfologia
PokrójZimozielone drzewo dorastające do 30 m wysokości.
LiścieMają eliptyczny lub podłużny kształt. Mierzą 12–30 cm długości oraz 4–12 szerokości. Nasada liścia jest ostrokątna. Liść na brzegu jest całobrzegi. Wierzchołek jest ostry lub spiczasty. Ogonek liściowy jest nagi i dorasta do 11–22 mm długości.
KwiatySą zebrane w wiechy. Rozwijają się w kątach pędów. Dorastają do 10–20 cm długości. Płatki okwiatu pojedynczego mają eliptyczny kształt i różową barwę. Są niepozorne – mierzą 3–5 mm średnicy.
OwoceMają elipsoidalny kształt. Osiągają 28 mm długości oraz 15 mm średnicy.

## Biologia i ekologia
Rośnie w lasach o dużej wilgotności. Występuje na wysokości do 500 m n.p.m.